# Johannes Steenstrup
Johannes Christoffer Hagemann Reinhardt Steenstrup (født 5. december 1844 i Sorø, død 3. august 1935 på Frederiksberg) var en dansk historiker og professor.
Han er beskrevet som "en af de store skikkelser i dansk historieforskning i årtierne omkring århundredeskiftet".

## Karriere
Johannes Steenstrup var søn af professor Japetus Steenstrup og blev født i Sorø. Han blev i 1863 student fra Metropolitanskolen. Påvirket af hjemmets alsidige interesser gav han sig straks i lag med islandsk og med dansk oldhistorie, men valgte jura til brødstudium. Særligt beskæftigede han sig med retshistoriske emner og opnåede accessit for en i 1865 udsat prisopgave om panterettens historie før Christian 5.s lov. I 1869 blev Steenstrup juridisk kandidat og medhjælper i Overformynderiets sekretariat, men fortsatte studierne og forskede særligt i de danske landboforhold i 16. og 17. århundrede, snart tillige middelalderens kulturforhold, frem for alt kong Valdemars Jordebog. Dermed indledtes en betydningsfuld forfattervirksomhed, og denne skaffede Steenstrup det Hurtigkarlske rejsestipendium. 1873-1875 kunne Steenstrup da studere i udlandet, først i Stockholm og Uppsala, dernæst især i London, Paris, Rom og München. De påbegyndte normannerstudier fremmedes yderligere ved et af Videnskabernes Selskab støttet ophold i Paris og Normandiet 1877. Også senere rejste Steenstrup meget, ofte til fods; han lagde nemlig vægt på al slags idræt. For øvrigt havde Steenstrup arbejde i Videnskabernes Selskabs sekretariat, og samtidig nød han det Smithske Stipendium (fra J.L. Smiths legat).
I 1882 erhvervede han den juridiske doktorgrad, og 23. september samme år blev han professor Rostgardianus ved Københavns Universitet. 31. januar 1917 lod han sig pensionere, men fortsatte med at udgive ny afhandlinger frem til sin død. Som universitetslærer lagde Steenstrup ved siden af forelæsninger (der ofte gav længdesnit af større udviklinger) vægt på skriftlige og mundtlige øvelser med de studerende, og han tog stor del i administrationen. Allerede 1886 valgtes han til medlem af konsistorium, 1899-1900 var han universitetets rektor, og han havde flere akademiske hverv. Således var han siden 1897 medlem af Komiteen for Samarbejde mellem Nordens Universiteter, ligesom han tog fremragende del i de nordiskakademiske møder og var dansk medredaktør af Nordisk Universitetstidskrift. 1882 blev Steenstrup medlem af Det kongelige danske Selskab for Fædrelandets Historie og Videnskabernes Selskab og 1883 medlem af Den danske historiske Forenings bestyrelse (1897-1919 formand). Desuden var han medlem af talrige kommissioner, således fra 1882 af Den Arnamagnæanske Kommission og i 1898 medlem af den af Justitsministeriet nedsatte navnekommission (som sådan medforfatter til Dansk Navneskik), og medlem af flere udenlandske lærde selskaber. Af Lunds Universitet blev han udnævnt til æresdoktor i filosofi i 1900. I 1932 blev han æresdoktor ved universitetet i Caen.[kilde mangler]

## Forfattervirksomhed
Steenstrups historiske forfattervirksomhed var omfattende og mangeartet.
I begyndelsen samlede den sig om de indre forhold i den danske middelalder og havde til midtpunkt Studier over Kong Valdemars Jordebog (1873-74), sikkert det vigtigste førstearbejde, nogen dansk historiker har ydet. Det gav ikke blot en indgående undersøgelse af det mærkelige kileskrift, men tillige en samlet udsigt, rig på oprindeligt syn og nye oplysninger over datidens økonomiske forhold, til dels endog samfundsudviklingen på valdemarstiden, og dets forfatter havde med ét slag vundet en plads i historikernes forreste række. Indvendinger mod adskillige enkeltheder fremkom dog fra C. Paludan-Müller, men med kraft tog Steenstrup kampen op mod den store kritiker (Prof., Dr. C. Paludan-Müller og Kong Valdemars Jordebog, 1874).
Næste hovedgruppe af skrifter omfatter normannertogene og normannerkulturen. Fra udlandets kilder hentedes der en vrimmel af hidtil ukendte eller uudnyttede skatte, og det indvundne stof bearbejdedes til kraftige helheder. Af Normannerne udkom der fire bind 1876-1882: "Indledning i Normannertiden" (1876. En forkortet fransk bearbejdelse udkom i 1881), "Vikingetogene imod Vest i det 9. Aarhundrede" (1878), "Danske og norske Riger paa de britiske Øer i Danevældens Tidsalder" (1879-82) og "Danelag" (1882, juridisk doktordisputats). Alle fire bind blev optrykt af "Selskabet for Udgivelse af Kilder til Dansk Historie" i 1972. Til gruppen hører også, foruden nogle små afhandlinger, folkeskriftet "Englands Erobring ved Hertug Vilhelm af Normandiet" (1877).
Tredje hovedgruppe omhandler bondestandens forhold i nyere tid, således "Vornedskabet hos den danske Bonde", "Nogle Undersøgelser om Fæstebondens Retsforhold i ældre Tid" (begge i Historisk Tidsskrift, 5. række VI) og folkeskriftet Den danske Bonde og Friheden (1888). Steenstrups studier omfattede dernæst historieskrivningens historie i nyeste Tid (Historieskrivningen i Danmark i det 19. Aarh., 1889), de gamle folkeviser (Vore Folkeviser fra Middelalderen, 1891) og så videre. Frem til 1900 affødte forberedelsen af flerbindsværker Danmarks Riges Historie, hvor Steenstrup skildrede oldtiden og den ældre middelalder, en række af særundersøgelser, således blandt andet "Nogle Undersøgelser over Danmarks ældste Inddeling" (i Videnskabernes Selskabs Oversigt 1896), "Nogle Bidrag til vore Landsbyers og Bebyggelsens Historie", "Nogle Undersøgelser om Guders Navne i de nordiske Stedsnavne" (Historisk Tidsskrift 6. række V og VI), Saxo Grammaticus og den danske og svenske Oldhistorie (Arkiv for nordisk filologi XIII), Danmarks Sydgrænse og Herredømmet over Holsten ved den historiske Tids Begyndelse 800-1100 og Venderne og de danske før Valdemar den stores Tid (Universitetets indbydelsesskrifter 1900). Hertil føjer sig talrige anmeldelser i forskellige tidsskrifter og anmeldende oversigter, især i det franske Revue historique. Endnu kunne fremhæves de betragtninger og afhandlinger Steenstrup har samlet i Fra Fortid og Nutid (1892) og Ethnografien, en Oversigt til Vejledning ved historisk Læsning og Studium (1902).

## Personlige egenskaber
Steenstrup havde sin styrke i den afhandlende form. Med omfattende viden forenede han udpræget selvstændighed i opfattelsen, sej kraft til at trænge gennem vanskelige spørgsmål og lykkelig evne til at finde nye udgangspunkter for realstudiet af fortiden, snart ved opsporing af uudnyttet kildestof, snart ved nye synsvinkler, retslige og sproglige undersøgelser og så videre, snart ved skarpsindige kombinationer. Steenstrup lagde megen vægt på at knytte fortid til nutid og samtidig vurdere hver tidsalder ud fra dens egne forudsætninger. Hans dom var i reglen grundet på konservativ synsmåde, enten han søgte at finde lyssiderne i bondestandens tidligere afhængighed eller med forkærlighed ledte efter historiske støttepunkter for fjerne sagnberetninger.

## Hædersbevisninger
Steenstrup blev Ridder af Dannebrog 1890, Dannebrogsmand 1898, Kommandør af 2. grad 1907 og af 1. grad 1924 og fik Storkorset 1934.

## Gravsted
Han er begravet på Assistens Kirkegård.
Der findes et maleri af Herman Vedel 1925 (Frederiksborgmuseet) og af Axel Helsted 1893. Portrætteret på P.S. Krøyers maleri af Et Møde i Videnskabernes Selskab 1897 (Videnskabernes Selskab) og af Aftenselskab paa Ny Carlsberg 1888 (Ny Carlsberg Glyptotek). Tegnet skitse til sidstnævnte.

## Forfatterskab
- Johannes Steenstrup: Danske og norske Riger paa de britiske Øer i Danevældens Tidsalder (1879—1882),
- Johannes Steenstrup: Danelag (doktordisputats, 1882),
- Johannes Steenstrup: Nogle Omrids af min Virksomhed som Universitetslærer, (Bianco Lunos Bogtrykkeri, København 1934).

### På internettet
- Johannes C. H. R. Steenstrup: Studier over Kong Valdemars Jordebog; København 1874
- Johannes C. H. R. Steenstrup: Professor Dr. C. Paludan-Müller og Kong Valdemars Jordebog. Endnu et Indlæg til Forsvar for Sidstnævnte; København 1874
- Johannes C. H. R. Steenstrup: Indledning i Normannertiden; København 1876
- Johannes C. H. R. Steenstrup: Johannes C. H. R.Steenstrup: Vikingetogene mod Vest i 9. Aarh.; København 1878,
- Johannes C. H. R. Steenstrup: "Danske Kolonier i Flandern og Nederlandene i det 10de Aarhundrede" (Historisk Tidsskrift, 4. række, Bind 6; 1877)
- Johannes C. H. R. Steenstrup: "Christian den Fjerde og Vornedskabet" (Historisk Tidsskrift, 5. række, Bind 4; 1883)
- Johannes C. H. R. Steenstrup: "Nogle Undersøgelser om Fæstebondens Retsforhold i ældre Tid" (Historisk Tidsskrift, 5. række, Bind 6; 1886)
- Johannes C. H. R. Steenstrup: "Vornedskabet hos den danske Bonde" (Historisk Tidsskrift, 5. række, Bind 6; 1886)
- Johannes C. H. R. Steenstrup: "Granskninger over nogle Personer i B. S. Ingemanns „Valdemar Sejr„" (Historisk Tidsskrift, 6. række, Bind 1; 1887)
- Johannes C. H. R. Steenstrup: Historieskrivningen i Danmark i det 19de Aarhundrede (1801-1863); København 1889
- Johannes Steenstrup: "I hvilket Aar døde Svend Estridssøn?" (Historisk Tidsskrift, 6. række, Bind 4; 1892)
- Johannes C. H. R. Steenstrup: "Nogle Bidrag til vore Landsbyers og Bebyggelsens Historie" (Historisk Tidsskrift, 6. række, Bind 5; 1894)
- Johannes C. H. R. Steenstrup: "Hvorlænge have Danske boet i Danmark?" (Historisk Tidsskrift, 6. række, Bind 6; 1895)
- Johannes C. H. R. Steenstrup: "Nogle Undersøgelser om Guders Navne i de nordiske Stedsnavne" (Historisk Tidsskrift, 6. række, Bind 6; 1895)
- Johannes C. H. R. Steenstrup: Johannes Steenstrup: "Svend Estridssøns Dødsaar" (Historisk Tidsskrift, 7. række, Bind 2; 1899)
- Johannes C. H. R. Steenstrup: Danmarks Sydgrænse og Herredømmet over Holsten ved den historiske Tids Begyndelse (800-1100); 1900
- Johannes C. H. R. Steenstrup: Venderne og de danske før Valdemar den Stores Tid; København 1900
- Johannes Steenstrup: "Nogle Bemærkninger om Bogstavrimets sidste og Enderimets første Tider" (Historisk Tidsskrift, 7. række, Bind 4; 1902)
- Johannes Steenstrup: "Nogle Træk af Fiskerbefolkningens Historie" (Historisk Tidsskrift, 7. række, Bind 6; 1905)
- Johannes Steenstrup: "Har Susaa i den historiske Tid været en sejlbar Strøm til Sjællands Midte?" (Historisk Tidsskrift, 7. række, Bind 6; 1905)
- Johannes Steenstrup: "De danske Kongers Ret til Hvaler og meget store Fisk" (Historisk Tidsskrift, 7. række, Bind 6; 1905)
- Johannes Steenstrup: "Danmarks Tab til Havet i den historiske Tid" (Historisk Tidsskrift, 8. række, Bind 1; 1907)
- Johannes Steenstrup: "Biskop Vilhelm og Kong Svend" (Historisk Tidsskrift, 8. række, Bind 1; 1907)
- Johannes Steenstrup: De danske Stednavne (»Folkelæsning« Nr. 280, Aargang 1908)
- Johannes Steenstrup: "Pebersvende" (Historisk Tidsskrift, 8. række, Bind 2; 1909)
- Johannes Steenstrup: "Ønavne" (Historisk Tidsskrift, 8. række, Bind 3; 1910)
- Johannes Steenstrup: "Jylland og Jyder" (Historisk Tidsskrift, 8. række, Bind 3; 1910)
- Johannes Steenstrup: "Kvindens Stilling i Danmark i Renæssancens og Reformationens Tidsaldre" (Historisk Tidsskrift, 8. række, Bind 4; 1912)
- Johannes Steenstrup: "De danske Folkevisers ældste Tid og Visernes Herkomst" (Historisk Tidsskrift, 9. række, Bind 1; 1918)
- Johannes Steenstrup: "Nogle Studier fra Vikingetiden" (Historisk Tidsskrift, 9. række, Bind 3; 1925)
- Johannes Steenstrup: "Nogle uhjemlede Beskyldninger mod Jyderne" (Historie/Jyske Samlinger, 4. række, Bind 6; 1928)
- Johannes Steenstrup: "Østlig og vestlig Ulighed indenfor det jydske Samfund" (Historie/Jyske Samlinger, 4. række, Bind 6; 1928)
- Johannes Steenstrup: "Nogle Undersøgelser til Belysning af Teksten i Adam af Bremens Værk" (Historisk Tidsskrift, 9. række, Bind 6; 1929)
- Johannes Steenstrup: "Flertal og Mindretal. En Undersøgelse om Afstemning og Valg i Danmark i ældre Tid" (Historisk Tidsskrift, 10. række, Bind 2; 1932)